# Astronave Max
Astronave Max è il quarto album in studio del cantautore italiano Max Pezzali, l'ottavo della sua carriera da solista e il diciottesimo in totale, pubblicato il 1º giugno 2015 dalla Warner Music Italy.
Astronave Max ha debuttato direttamente alla seconda posizione della Classifica FIMI Album, e a due mesi dalla sua uscita è stato certificato disco d'oro per le oltre 25.000 copie vendute.

## Promozione
Pezzali ha annunciato di avere l'intenzione di lavorare a un nuovo album di inediti subito dopo la fine del Max 20 Live Tour, il 22 febbraio 2014. Per oltre un anno il cantante pavese non ha rilasciato alcuna dichiarazione riguardo a un nuovo disco, sino a quando il 10 aprile 2015 il produttore Claudio Cecchetto, sul suo profilo Twitter, ha annunciato che un nuovo album di Max Pezzali era in fase di mixaggio e sarebbe stato presto pubblicato.
Il 24 aprile è stato pubblicato il primo singolo È venerdì ed è stato rivelato il titolo e la data di pubblicazione di Astronave Max. In aggiunta, il 5 maggio è stata presentata anche la copertina ufficiale del disco e la lista tracce. Tuttavia, in seguito alle numerose critiche ricevute dai fan sui social network, la copertina iniziale è stata modificata con una nuova appena due giorni dopo. Prima della pubblicazione dell'album sono stati resi disponibili per il download digitale su iTunes i brani Superstar e Astronave madre, mentre il 29 maggio è stato pubblicato il secondo singolo Sopravviverai, accompagnato da un video ufficiale. Il 9 agosto 2015 viene pubblicato un video anche per Come Bonnie e Clyde, registrato a Milano nel mese di luglio con un cast di giovanissimi reclutato su internet. Il tour in promozione del disco ha invece inizio il 25 settembre 2015, giorno in cui viene pubblicato come terzo singolo dell'album Niente di grave, il cui video è stato pubblicato a ottobre.
Il 13 maggio 2016 viene pubblicato Astronave Max - New Mission 2016, un doppio CD contenente una nuova versione dell'album Astronave Max con due brani inediti (Due anime e Non lo so) e Max Best Live, una raccolta di 14 brani suonati dal vivo (la versione dal vivo di Sei fantastica è interpretata insieme a Emis Killa). La scelta di pubblicare questa nuova edizione dell'album non è stata dettata semplicemente dalla volontà di creare un prodotto per i fan con la inclusione dei più grandi successi di Max Pezzali registrati dal vivo al Forum di Assago durante il tour dell'anno precedente, quanto dalla volontà di perfezionare un lavoro concluso troppo in fretta, riorganizzando i pezzi in maniera completamente diversa e includendo brani inediti esclusi dalla prima edizione dell'album perché non c’era stato il tempo materiale per sistemarli in occasione della pubblicazione di Astronave Max nel 2015. Lo stesso Pezzali intervistato a proposito di questa riedizione ha detto:
Astronave Max - New Mission 2016 contiene, quindi, quella che può essere considerata l'edizione definitiva dell'album Astronave Max.

## Stile e tematiche
Nelle canzoni dell'album, tra pop, elettronica e rock, Max Pezzali racconta della sua passione per le moto, come metafora della vita, tra incroci, strada sbagliate e cadute, da cui ci si rialza sempre, in La prima in basso, e per suo figlio Hilo, a cui dedica Niente di grave, e dell'amore e della vita di tutti i giorni. Come Bonnie e Clyde, invece, fa riferimento all'omonima coppia di criminali, come simbolo della complicità di coppia dell'amore adolescente, visto con gli occhi di un Pezzali ormai maturo, e cita artisti contemporanei quali Jay-Z, Rihanna, Run DMC e Bon Jovi. Col brano Il treno Pezzali torna invece ai ritmi country e parla delle tante occasioni (metaforicamente "treni") perse nella vita, che non precludono affatto il passaggio del treno giusto che bisogna essere pronti a prendere al volo.
Hanno partecipato alle registrazioni la cantante Syria (in Fallo tu) e il bassista Saturnino (in Ogni giorno una canzone), con cui il cantante pavese aveva già collaborato in passato. L'album è prodotto da Claudio Cecchetto e Pier Paolo Peroni con Davide Ferrario.
Per quanto riguarda il titolo dell'album, Pezzali ha spiegato:
E in effetti la canzone Astronave madre, che in qualche modo ha ispirato anche il titolo dell'album, è proprio un omaggio al centro commerciale, visto come un’enorme astronave luminosa. Un luogo dove trovi tutto.
Pezzali ha in seguito spiegato che l'"astronave" rappresenta per lui anche l'idea di allontanamento dalla Terra ed è il simbolo di chi cresce in provincia e non vede l'ora che qualcosa lo porti via.

## Tracce
Testi e musiche di Max Pezzali, eccetto dove indicato.
Edizione standard
1. È venerdì – 3:30
2. La prima in basso – 3:33
3. Superstar – 3:58
4. Sopravviverai – 3:28
5. I fiori nel deserto – 4:07
6. Col senno di poi – 3:40
7. Niente di grave – 3:57
8. Generazioni – 4:26
9. L'astronave madre – 4:44
10. Fallo tu (con Syria) – 3:16
11. Come Bonnie e Clyde – 4:03
12. Ogni giorno una canzone – 3:50
13. Il treno – 3:44
14. Astronave madre (Theme) – 4:22

Edizione New Mission 2016
CD 1
1. Due anime – 4:05 (Max Pezzali, Niccolò Contessa)
2. Non lo so – 4:12 (Max Pezzali, Sergio Vallarino)
3. L'astronave madre – 4:44
4. La prima in basso – 3:33
5. È venerdì – 3:30
6. Sopravviverai – 3:28
7. Superstar – 3:58
8. I fiori nel deserto – 4:07
9. Niente di grave – 3:57
10. Col senno di poi – 3:40
11. Come Bonnie e Clyde – 4:03
12. Ogni giorno una canzone – 3:50
13. Fallo tu (con Syria) – 3:16
14. Generazioni – 4:26
15. Il treno – 3:44

CD 2
1. Gli anni (Live) – 4:31
2. Sei un mito (Live) – 5:08 (Max Pezzali, Mauro Repetto)
3. Hanno ucciso l'Uomo Ragno (Live) – 4:32 (Max Pezzali, Mauro Repetto)
4. Come mai (Live) – 4:11 (Max Pezzali, Mauro Repetto)
5. Nessun rimpianto (Live) – 4:29 (Max Pezzali, Pier Paolo Peroni, Marco Guarnerio)
6. La dura legge del gol (Live) – 4:52 (Max Pezzali, Claudio Cecchetto, Pier Paolo Peroni, Marco Guarnerio)
7. Sei fantastica (Live) (feat. Emis Killa) – 5:00
8. Lo strano percorso (Live) – 4:14
9. L'universo tranne noi (Live) – 4:12
10. La regola dell'amico (Live) – 4:02
11. Rotta per casa di Dio (Live) – 4:54 (Max Pezzali, Mauro Repetto)
12. Acoustic Medley (Live) – 8:32
13. Nord sud ovest est (Live) – 4:04 (Max Pezzali, Mauro Repetto)
14. Tieni il tempo (Live) – 6:26 (Max Pezzali, Mauro Repetto)

## Formazione
- Max Pezzali – voce
- Davide Ferrario – chitarra elettrica, chitarra acustica, pianoforte, tastiera, programmazione, sintetizzatore, percussioni, cori
- Niccolò Contessa – programmazione e sintetizzatore in Due anime
- Francesco Ferrari – chitarra acustica in Col senno di poi e Niente di grave; cori in Fallo tu
- Giorgio Mastrocola – chitarra acustica e ukulele in I fiori nel deserto e Non lo so
- Luca Serpenti – basso; programmazione e sintetizzatore in Come Bonnie e Clyde e Non lo so
- Saturnino – basso in Ogni giorno una canzone
- Sergio Carnevale – batteria
- Vittore Savoini – violoncello
- Feyzi Brera – violino, viola
- Daniele Moretto – tromba, flicorno
- Michele Monestiroli – sassofono
- Syria – voce, cori
- Zibba – cori in Non lo so

## Classifiche
| Classifica (2015) | Posizione massima |
| ----------------- | ----------------- |
| Italia            | 2                 |
| Svizzera          | 49                |

### Classifiche di fine anno
| Classifica (2015) | Posizione |
| ----------------- | --------- |
| Italia            | 43        |